# بخش جورهات
بخش جورهات (به انگلیسی: Jorhat district) یک منطقهٔ مسکونی در هند است که در Upper Assam واقع شده‌است. بخش جورهات ۲٬۸۵۲ کیلومتر مربع مساحت و ۱٬۰۹۲٬۲۵۶ نفر جمعیت دارد.